# Liste von Vulkanen in Nicaragua
Dies ist eine Liste von Vulkanen in Nicaragua, die während des Quartärs, also etwa in den letzten 2,6 Millionen Jahren, mindestens einmal aktiv waren.

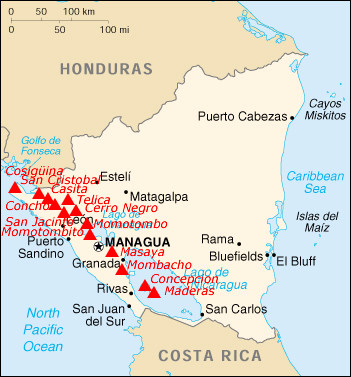
Wichtige Vulkane in Nicaragua

| Bild            | Name               | Vulkantyp                    | Letzte Eruption        | Höhe [m] | Geokoordinaten                |
| --------------- | ------------------ | ---------------------------- | ---------------------- | -------- | ----------------------------- |
|                 | Apoyeque           | Pyroklastischer Schildvulkan | 50 v. Chr. ± 100 Jahre | 518      | 12° 14′ 30″ N, 086° 20′ 30″ W |
| Bild gesucht BW | Cerro el Ciguatepe | Schichtvulkan                | unbekannt              | 603      | 12° 32′ 00″ N, 086° 08′ 30″ W |
|                 | Cerro Negro        | Schlackenkegel               | 1999                   | 728      | 12° 30′ 22″ N, 086° 42′ 07″ W |
|                 | Concepción         | Schichtvulkan                | 2011                   | 1700     | 11° 32′ 16″ N, 085° 37′ 21″ W |
|                 | Cosigüina          | Schichtvulkan                | 1859                   | 872      | 12° 59′ 00″ N, 087° 34′ 00″ W |
| Bild gesucht BW | Estelí             | Spaltenvulkane               | unbekannt              | 899      | 13° 10′ 00″ N, 086° 24′ 00″ W |
|                 | Granada            | Spaltenvulkane               | unbekannt              | 300      | 11° 55′ 00″ N, 085° 59′ 00″ W |
| Bild gesucht BW | Las Lajas          | Schildvulkan                 | unbekannt              | 926      | 12° 18′ 00″ N, 085° 44′ 00″ W |
|                 | Las Pilas          | Komplexer Vulkan             | 1954                   | 1088     | 12° 29′ 41″ N, 086° 41′ 18″ W |
|                 | Maderas            | Schichtvulkan                | unbekannt              | 1394     | 11° 26′ 44″ N, 085° 30′ 54″ W |
|                 | Masaya             | Caldera                      | 2008                   | 635      | 11° 59′ 03″ N, 086° 09′ 39″ W |
|                 | Mombacho           | Schichtvulkan                | 1570(?)                | 1344     | 11° 49′ 34″ N, 085° 58′ 03″ W |
|                 | Momotombo          | Schichtvulkan                | 2015                   | 1297     | 12° 25′ 21″ N, 086° 32′ 24″ W |
|                 | Nejapa-Miraflores  | Spaltenvulkane               | 1060 ± 100 Jahre       | 360      | 12° 07′ 00″ N, 086° 19′ 00″ W |
|                 | Rota               | Schichtvulkan                | unbekannt              | 832      | 12° 33′ 00″ N, 086° 45′ 00″ W |
|                 | San Cristóbal      | Schichtvulkan                | 2012                   | 1745     | 12° 42′ 06″ N, 087° 00′ 13″ W |
|                 | Telica             | Schichtvulkane               | 2015                   | 1061     | 12° 36′ 09″ N, 086° 50′ 42″ W |
| Bild gesucht BW | Volcán Azul        | Schlackenkegel               | unbekannt              | 201      | 12° 32′ 00″ N, 083° 52′ 00″ W |
| Bild gesucht BW | Zapatera           | Schildvulkan                 | unbekannt              | 629      | 11° 44′ 00″ N, 085° 49′ 00″ W |